# Großsteingräber von Zernin
Zwei der drei Großsteingräber von Zernin bei Warnow wurden 1967 von Ewald Schuldt ausgegraben und rekonstruiert. Es handelt sich um den etwa nord-süd orientierten erweiterten Dolmen und einen südost-nordwest orientierten Großdolmen. Das Ganggrab wurde nicht ausgegraben. Alle Anlagen befanden sich einst in runden oder ovalen Rollsteinhügeln.
Der erweiterten Dolmen hat keine Sprockhoff-Nr. Die anderen beiden tragen die Sprockhoff-Nrn. 374 und 375. Die Megalithanlagen der Trichterbecherkultur (TBK) entstanden zwischen 3500 und 2800 v. Chr.
Zwei der Anlagen liegen im „Forst Tarnow“ südöstlich von Zernin und südwestlich von Warnow im Landkreis Rostock, in Mecklenburg-Vorpommern an einem Lehrpfad. Die dritte Anlage liegt etwas entfernt.

## Der Großdolmen, Grab 1 (Spr.-Nr. 374)
Von der 1,5 bis 1,7 m hohen, 4,5 m langen und 1,8 m breiten Kammer sind acht der einst neun Trag- und zwei der einst drei Decksteine erhalten. Die Anlage hat drei Quartiere. Die Diele besteht aus Rotsandsteinplatten und geglühtem Feuerstein. Die Untersuchung ergab, dass die Anlage durch die Träger der Kugelamphorenkultur nachgenutzt wurde.
Neben Holzkohle und 112 Scherben wurden 15 Klingen, acht Kugelamphoren, sieben Querschneider, fünf Klingen, fünf doppelkonische Gefäße, drei Bernsteinperlen (eine doppelaxtförmig), drei Hohl- und drei Schmalmeißel, drei hohe Töpfe, drei kugelige Schalen, drei Schüsseln, drei Näpfe, ein weitmündiges Gefäß, ein Felsbeil und ein Flachbeil gefunden.

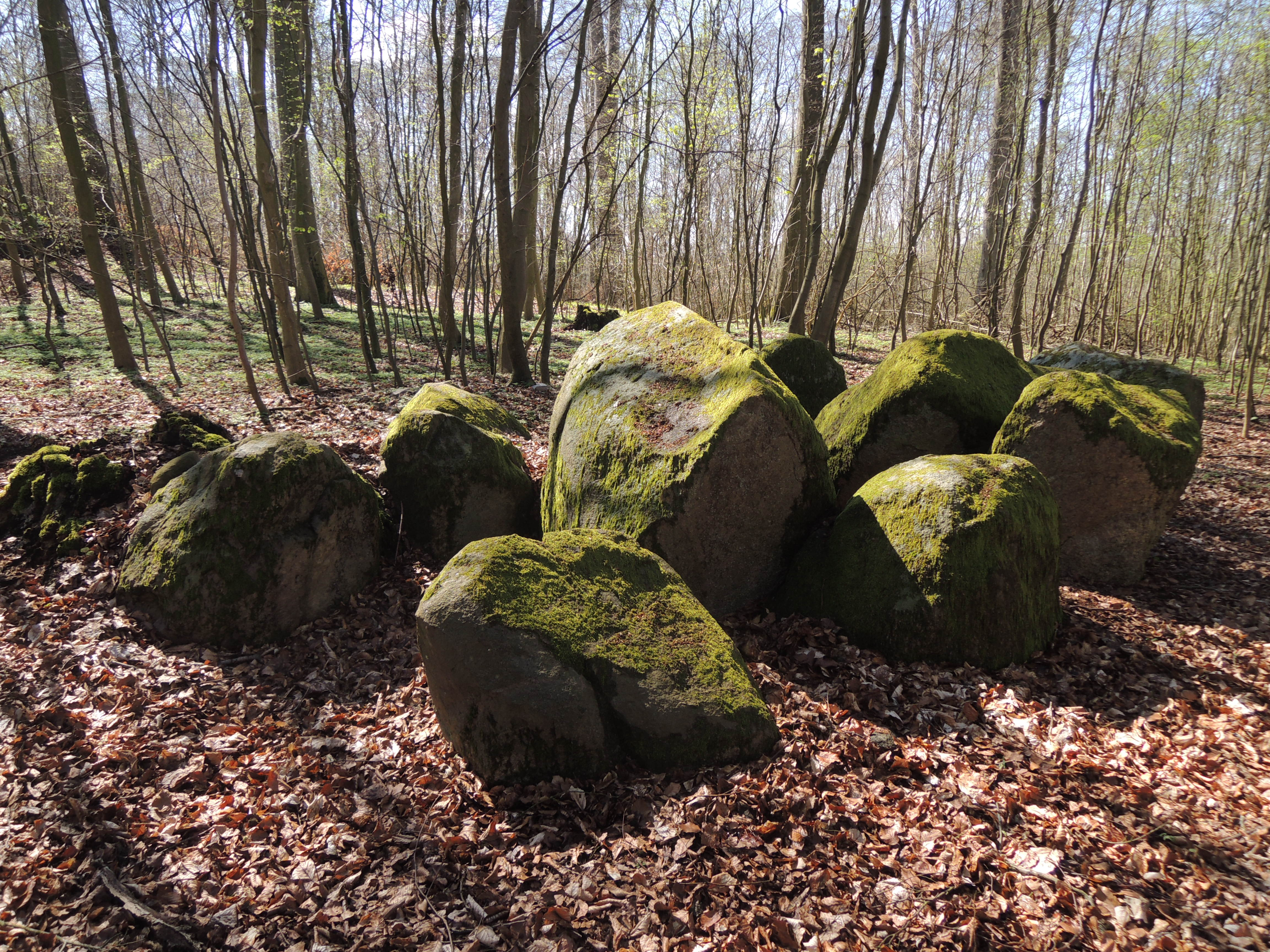
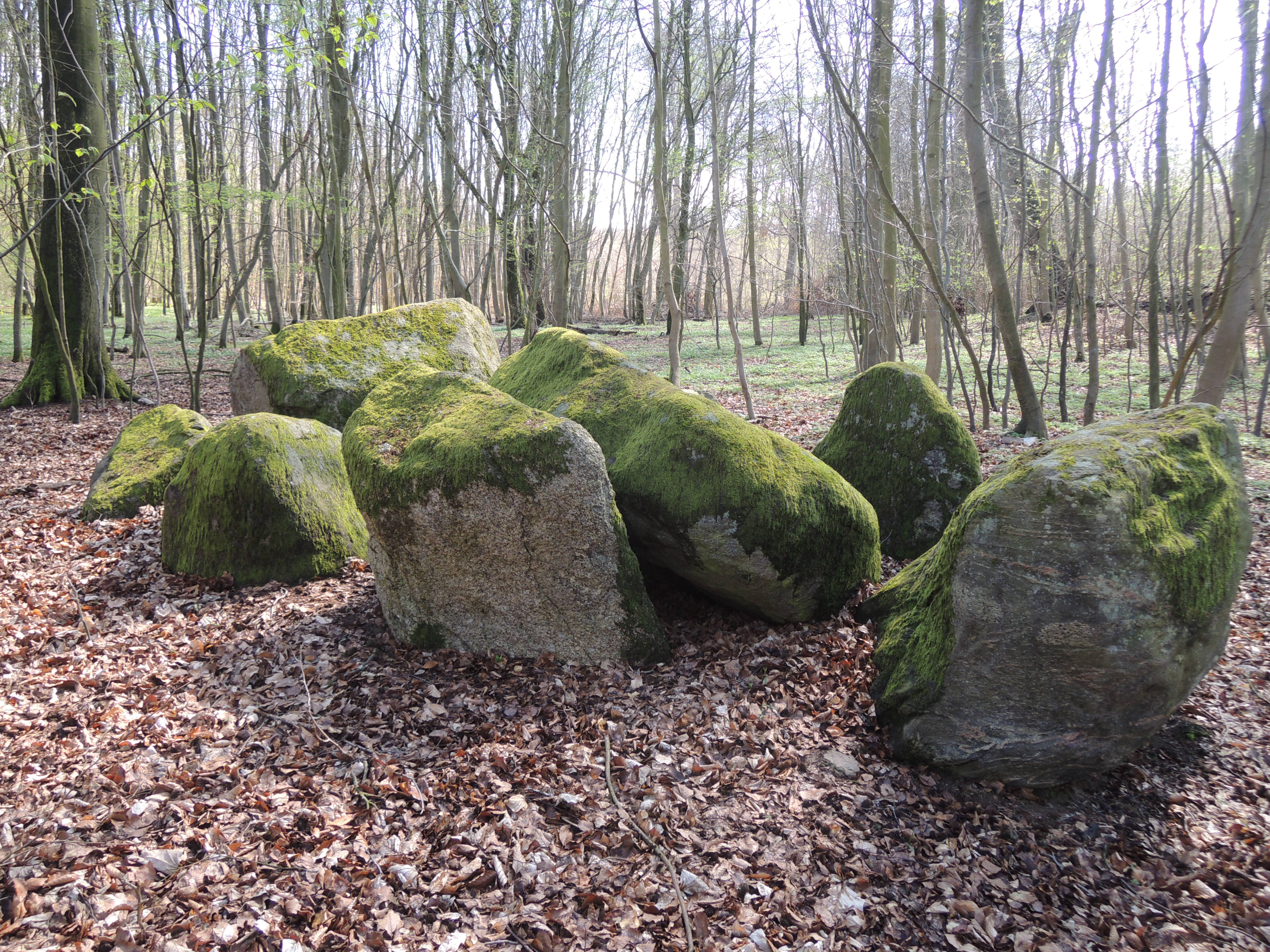
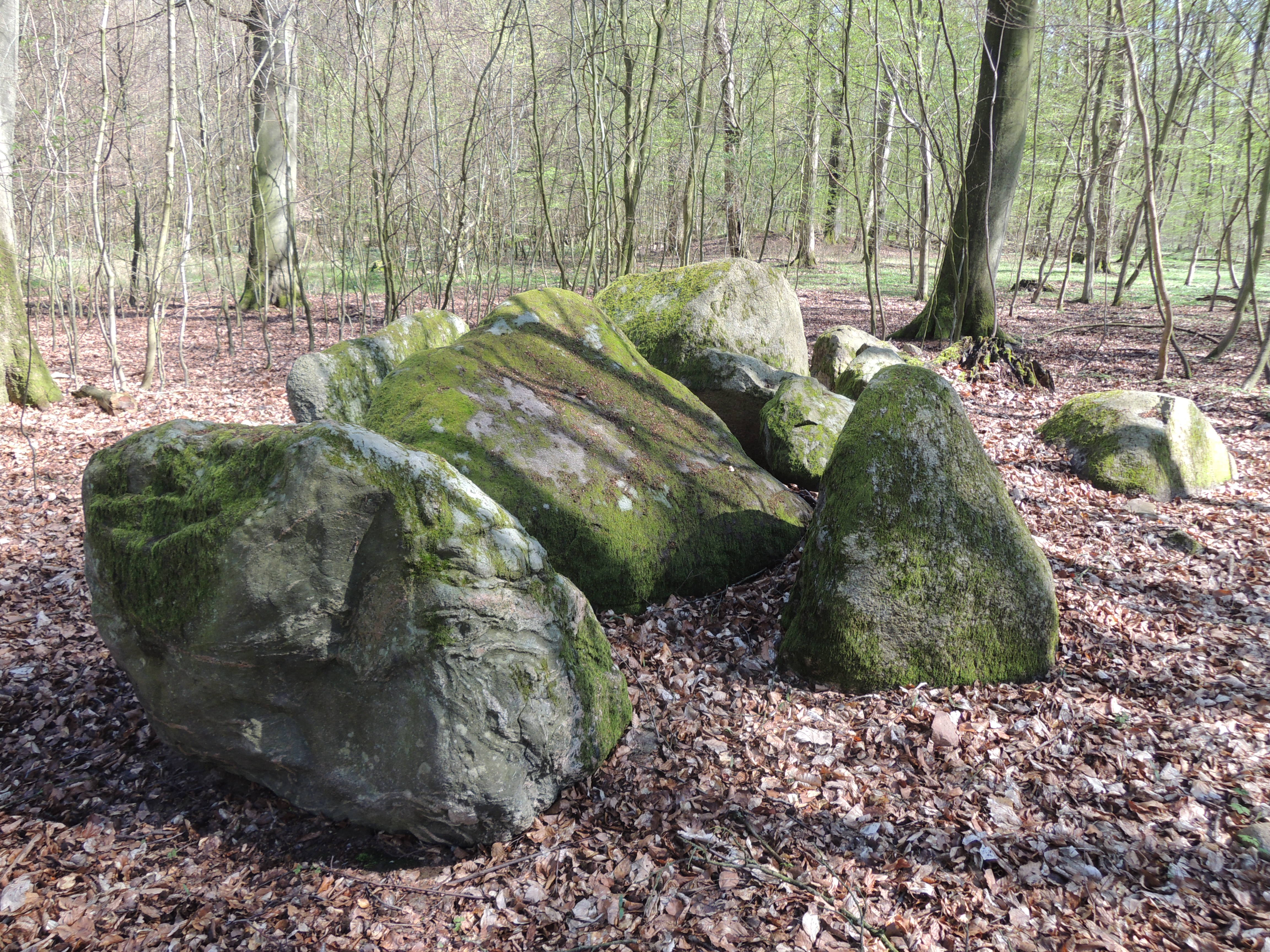
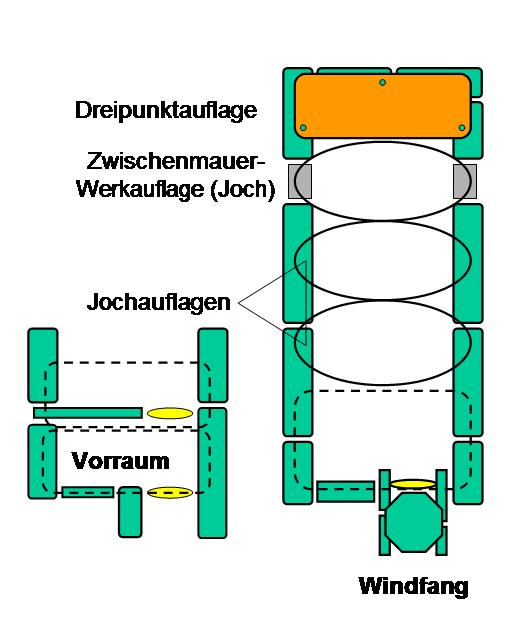
Schema Großdolmen

## Das Ganggrab, Grab 2 (Spr.-Nr. 375)
Das etwa fünf Meter lange Ganggrab weist eine in ost-west orientierte Kammer auf. Acht Tragsteine sind in situ erhalten, ein weiterer ist beschädigt und einer fehlt. Von den ursprünglich vier Decksteinen fehlen zwei, die anderen liegen auf. Der Zugang befand sich in der Mitte der Südseite und wurde mit einer Kalksteinplatte verschlossen. Ewald Schuldt hat derartige Anlagen hilfsweise „Portalgräber“ genannt, was jedoch mit den Portal tombs der  Britischen Inseln kollidiert, die von gänzlich anderer Bauart sind. In etwa baugleiche Anlagen finden sich dagegen in der Provinz Drenthe in den Niederlanden, wo sie auch als „Portaalgraf“ bezeichnet werden.

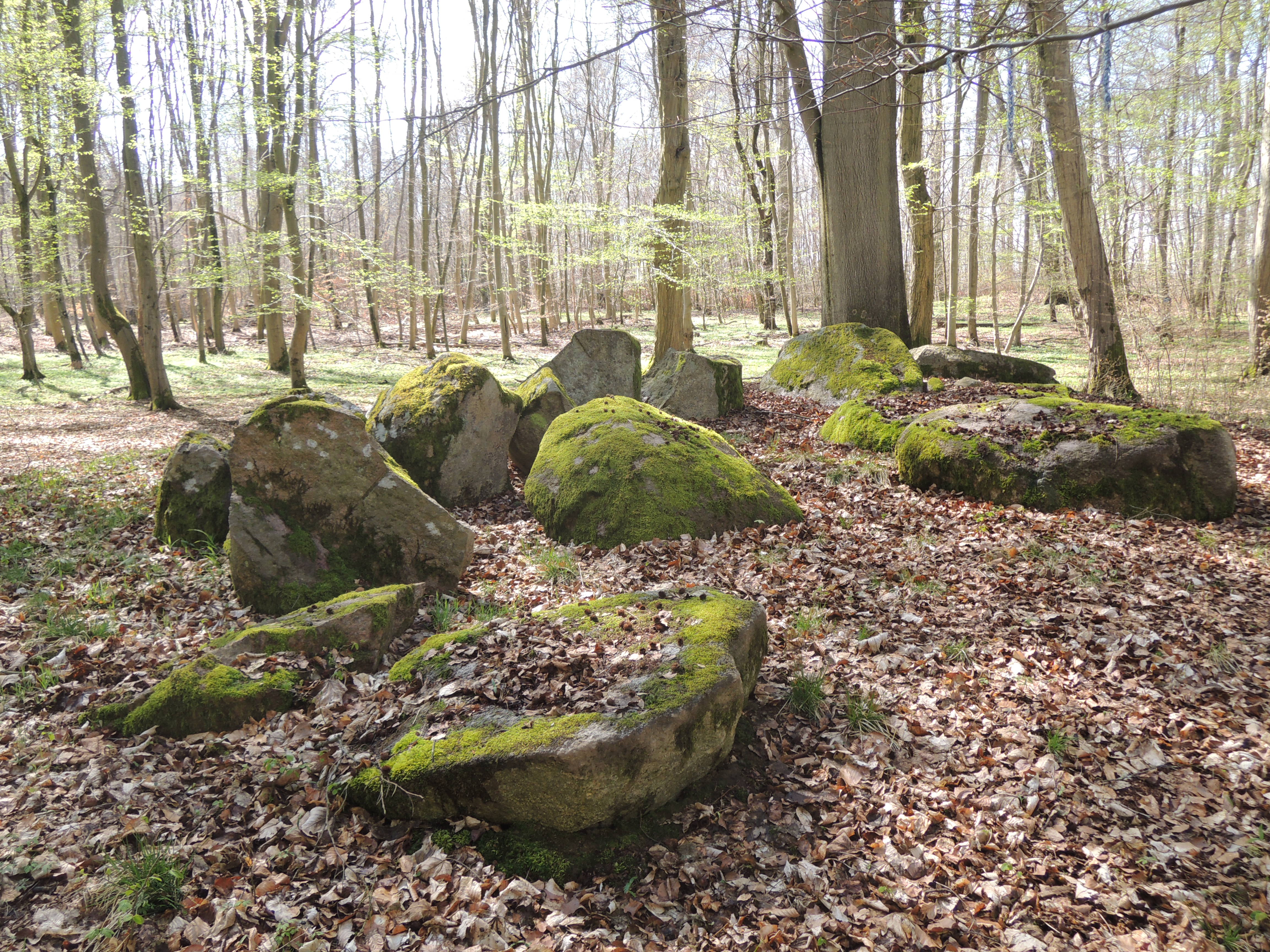
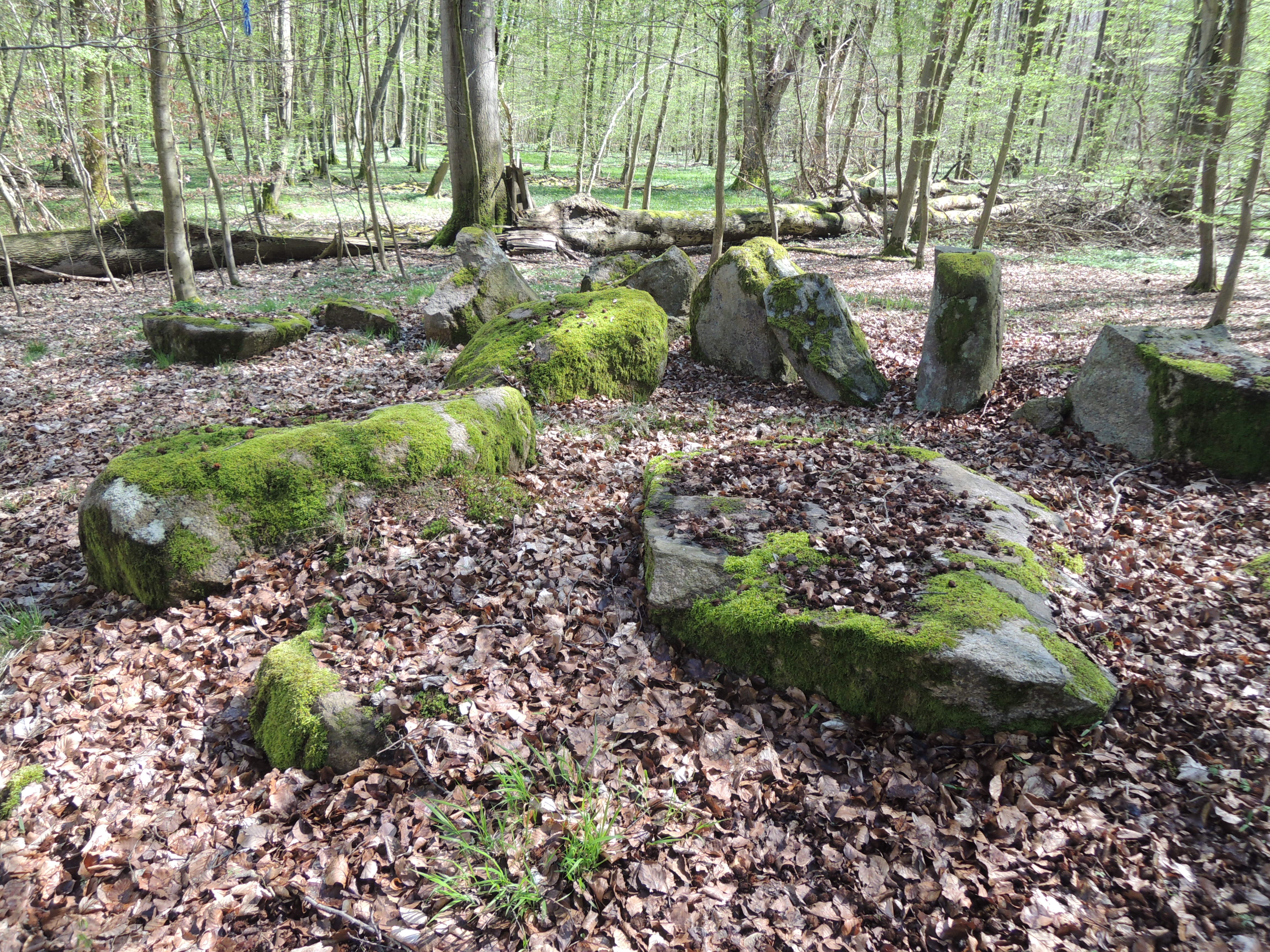
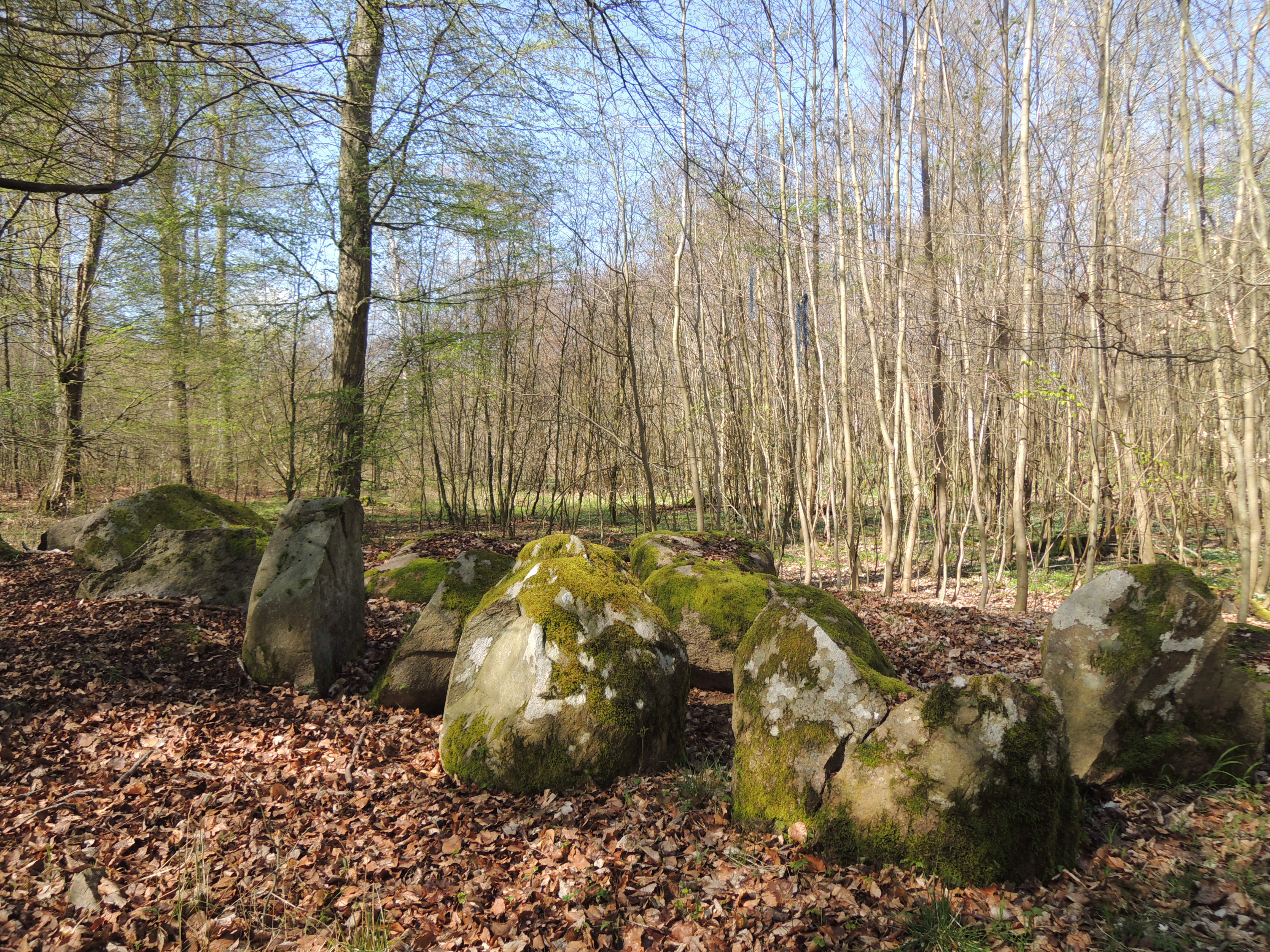

## Der erweiterte Dolmen, Grab 3 (ohne Spr.-Nr.)
Der Dolmen hat fünf erhaltene Tragsteine. sowie je einen beschädigten Trag- und Deckstein. Ein Tragstein und ein Deckstein fehlen. Die 1,6 m hohe, 2,6 m lange und 1,6 m breite etwa rechteckige Kammer lag eventuell in einer ovalen Einfassung. Der Zugang liegt im Süden und wird durch einen nach links eingewinkelten Tregstein gebildet.
Die Diele besteht aus geglühtem Feuerstein und Lehmestrich. Die Anlage hat zwei Quartiere. Der Decksteinrest hat zwei Schälchen. Die Untersuchung ergab, dass die Anlage durch die Träger der Kugelamphorenkultur (KAK) nachgenutzt wurde.
Neben 59 Scherben wurden sechs Querschneider, drei Klingen, zwei Hohl- und zwei Schmalmeißel, zwei doppelkonische und ein weitmündiges Gefäß sowie ein Schlagstein gefunden.

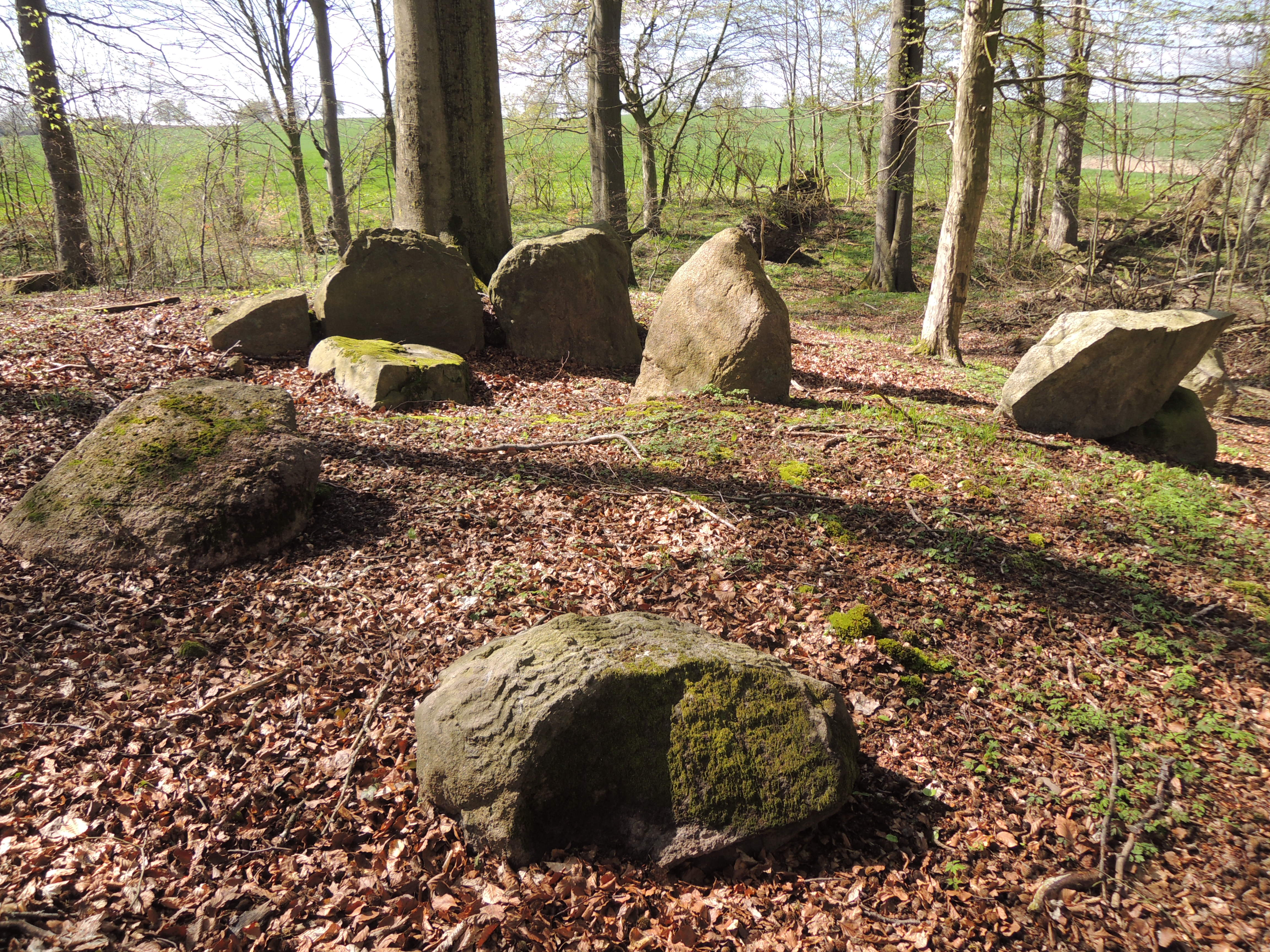
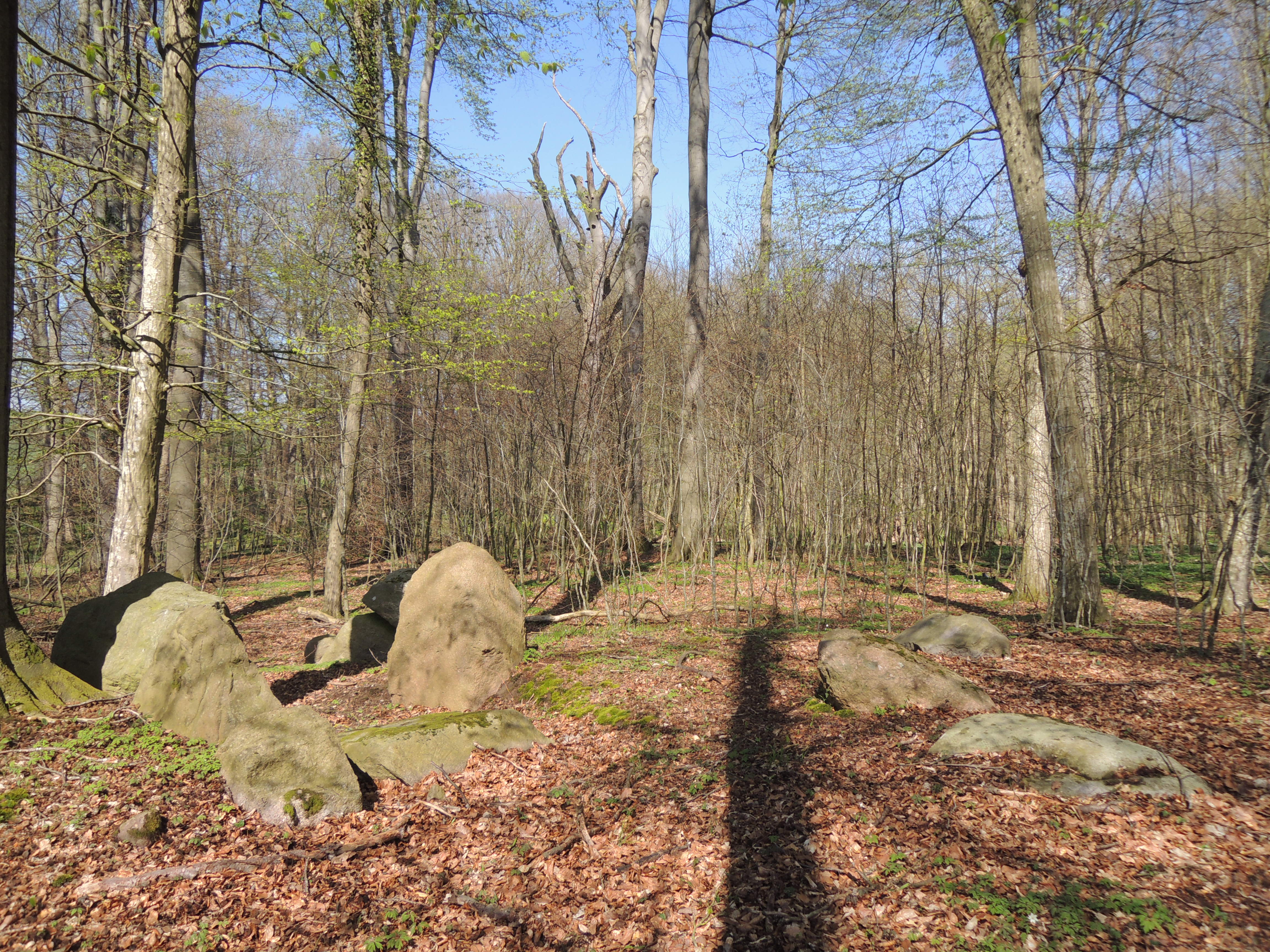
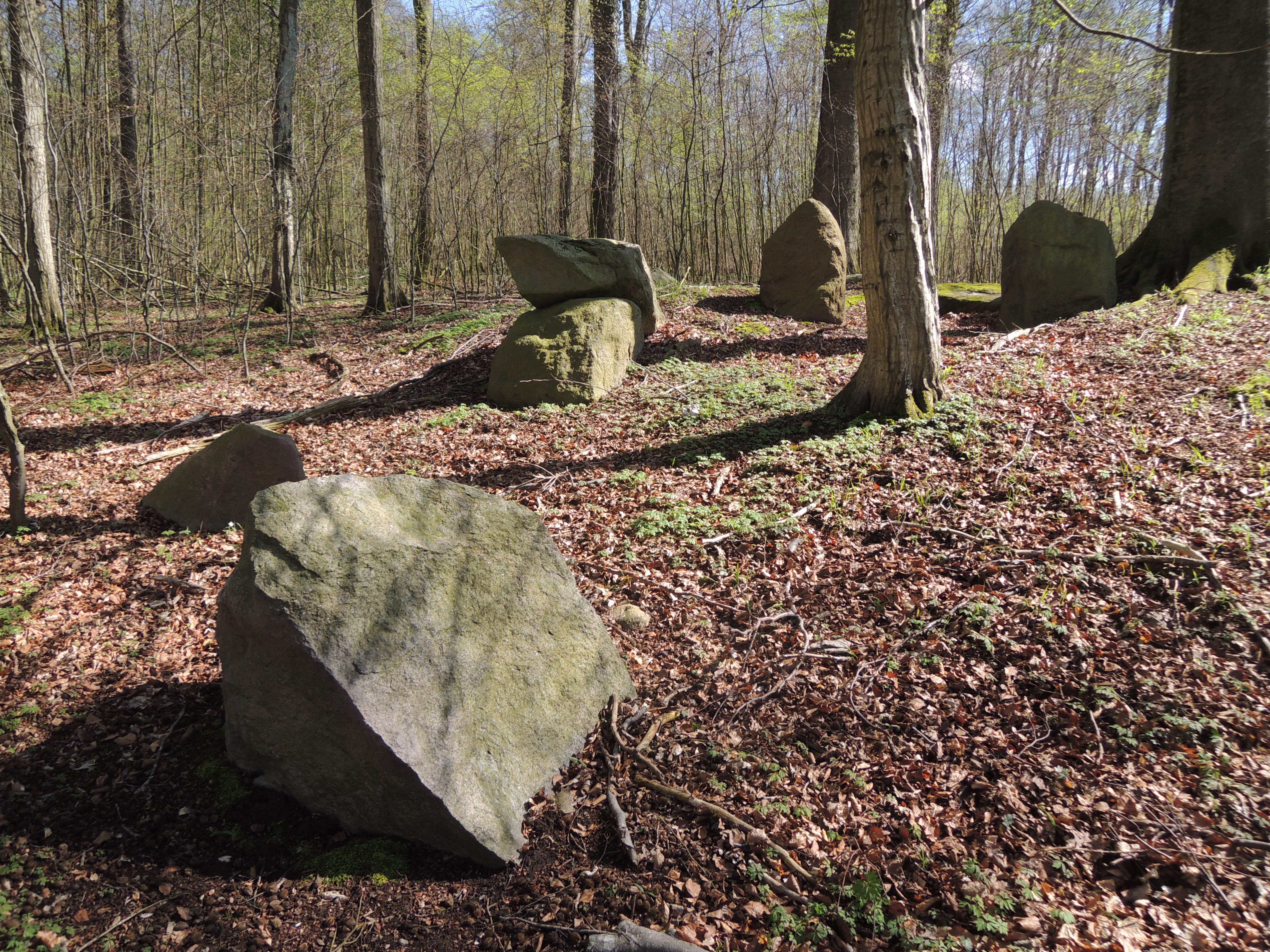